# Baciami piccina
Baciami piccina è un film del 2006 diretto da Roberto Cimpanelli.
Il titolo deriva dalla nota canzone Ba ba baciami piccina, successo degli anni in cui è ambientato il film, lanciato da Alberto Rabagliati (e scritto da Riccardo Morbelli per il testo e da Luigi Astore per la musica)

## Trama
Il brigadiere Umberto Petroni, nei giorni a cavallo dell'8 settembre del 1943, deve consegnare al Comando dei Carabinieri il truffatore Raoul Nuvolini. Alla spedizione, incautamente, si accoda la fidanzata del carabiniere, contro il parere di quest'ultimo, convinta di andare a fare una gita a Venezia.
L'uomo in divisa non si pone altro problema, in quel marasma generale, che portare a compimento il proprio dovere. Senza nulla altro voler vedere, né capire, perseverando a portare una divisa che equivaleva ad una condanna a morte, nonostante tutti gli consiglino di disfarsene. Con l'aiuto della sua fidanzata e dello straripante truffatore capirà che l'abito non fa il monaco, né tantomeno il carabiniere.

## Il film

### Cast
La pellicola ricorda nell'intreccio Il federale di Luciano Salce ma, lì dove Arcovazzi (Ugo Tognazzi) era un convinto fascista, qui Marcorè tratteggia un uomo timido, fermo nelle proprie convinzioni fino all'ottusità, ma sempre mosso da sincera coerenza. Il suo inconscio bisogno di ordine è rappresentato dalla stesura, involontariamente comica, del suo rapporto che accompagna (sotto forma di narrazione fuori campo dello stesso carabiniere) l'intero viaggio dei protagonisti e che nessuno, a conti fatti, avrà mai la possibilità di leggere.
Elena Russo è una presenza femminile capricciosa e ingenua, che rappresenta la dolcezza e l'armonia anche laddove tutto sembra perduto. Marco Messeri tratteggia, in un cameo, un ricco agente di commercio. Nell'interpretazione di Mariella Valentini c'è un evidente anacronismo linguistico, quando in un dialogo il personaggio si riferisce a sé stessa come un'insegnante precaria (termine, infatti, del tutto inverosimile all'epoca in cui il film è ambientato).

### Ambientazione
L'Italia attraversata dai tre è una coreografia studiata e sfuggente degli inganni propagandisti più subdoli che – nella desolante realtà dell'epoca – mostrano da sé l'assurdità dei proclami stessi. Si notano, difatti, scritte altisonanti ("Lampade Impero", "Pensione Savoia") sui muri semidistrutti, e le bandiere tricolori non garriscono più al vento, ma penzolano a malapena, scucite e logore, e rappresentano cinicamente un mondo dove idealisti e sognatori non hanno vita facile, e spesso neppure un futuro.
Alcune riprese sono state effettuate in Puglia, a Locorotondo, nel 2006: altre scene sono state girate lungo la linea ferroviaria Orte-Civitavecchia, precisamente nella stazione di Ronciglione (il punto di partenza della traduzione e in una delle scene successive si vede anche il caratteristico ponte in ferro). Sono state effettuate alcune riprese a Crespino in provincia di Rovigo.

## Riconoscimenti
- Candidato al Nastro d'Argento 2007 per i migliori costumi